# Bichevi
Bichevi (del ruso: Бичевый) es un posiólok del raión de Leningrádskaya del krai de Krasnodar, en Rusia. Está situado en la orilla izquierda del río Bichevaya, que vierte sus aguas en el río Sosyka, afluente del Yeya, 16 km al sureste de Leningrádskaya y 140 km al nordeste de Krasnodar, la capital del krai. Tenía 1 292 habitantes en 2010.
Es cabeza del municipio Vostóchnoye, al que pertenecen asimismo Burdatski, Smeli, Trudovói y Yutro.